# Onward
Az Onward az angol Yes együttes dala, mely kilencedik nagylemezükön, a Tormato-n hallható. Az album egyetlen olyan száma, melynek Jon Anderson énekes nem (társ)szerzője, a basszusgitáros, Chris Squire szerzeménye.

## Az albumon
A szám stílusa nagyban eltér az album többi dalától, mivel egy zenekar is részt vesz benne, ezáltal a hangszerelése (a tagok hangszereire nézve) kisebb. A szöveg nem tipikus progresszív rock-szöveg: Chris Squire szerelmi dala akkori feleségéhez, Nikkihez. Andrew Pryce Jackman nevéhez fűződik a zenekari elrendezés, ő az album harmadik számán, a Madrigal-on is dolgozott. Jackman akkoriban együtt munkálkodott Squire-rel a Fish Out of Water című szólólemezén. Több évvel azelőtt a The Synben együtt zenéltek.

## Élőben
A szám élő változata hallható a Keys to Ascension című albumon, de ezenkívül soha sehol nem adták elő. Ez a változat tartalmaz egy Steve Howe által előadott plusz részletet is.

## Újrakeverve
A Tormato 2004-es újrakevert változatán rejtett számként szerepel a szám zenekari verziója.

## Külső hivatkozások
- Dalszöveg
- Koncertfelvétel a YouTube-on